# Høng
Høng er en stationsby på Nordvestsjælland med 4.338 indbyggere  (2024), beliggende 13 km nord for Slagelse og 26 km syd for Kalundborg. Byen er den næststørste i Kalundborg Kommune og ligger i Region Sjælland.
Høng hører til Finderup Sogn. Finderup Kirke ligger i landsbyen Finderup sydøst for Høng, 1 km fra bygrænsen.

## Historie
Navnet "Høng" er sammensat af 2 stavelser: -ho, der betyder "høj", og -inge, der betyder "beboernes hjemsted". "Høng" betyder altså "det høje sted". Det vides ikke hvornår de første mennesker slog sig ned i området, men omkring år 500 e.Kr. blev byer med endelsen "-inge" grundlagt.
I 1872 blev byen beskrevet således: "Høng, hvori Thingsted for Løve Herred, og Gaarden Odinsgaard, hvor Herredsfogden boer, desuden Landbohøiskole (indviet 5te November 1866), Skole, Kro og Veirmølle (i Byen tillige en Pogeskole)". Målebordsbladet fra 1800-tallet bruger stavemåden Hønge, og den lille bebyggelse mod sydøst, hvor landbrugsskolen senere blev opført, hedder Lille Hønge. Lille Høng findes stadig som navn på den bydel.

### Jernbanen
I 1898 blev byen beskrevet således: "Høng med Skole, Folkehøjskole (opr. 1864 i Sæby, flyttet 1866 til Høng), Børnehjem (opr. 1891), Ting- og Arresthus for Løve Herred (opf. 1838; Plads for 8 Arrestanter), Kro, Mølle, Andelsmejeri („Kildebrønd“, lidt uden for Byen) og mange næringsdrivende; den vil blive et Knudepunkt for Slagelse-Værslevbanen og Ruds-Vedbybanen, hvis ene Endepunkt den er; Herredsfogden bor paa Odinsgaard".
Høng Station blev anlagt på Slagelse-Værslev-banen, der blev indviet i 1898. Høng blev jernbaneknudepunkt i 1901, da Høng-Tølløse-banen blev åbnet. Persontrafikken blev i 1971 indstillet mellem Høng og Værslev, men mellem Høng og Slagelse blev sporet overtaget af Høng-Tølløse-banen, så der opstod en sammenhængende bane Tølløse-Høng-Slagelse (Tølløsebanen). Mellem Høng og Gørlev fortsatte godstrafikken indtil 1994. Vestsjællands Veterantog, der har ca. 50 medlemmer og remise i Høng, kører nu på denne strækning.

### Høng Camembertfabrik
Høng er først og fremmest blevet kendt i ind- og udland for Høng-ostene, der i mange år blev fremstillet på Høng Camembertfabrik. Den københavnske mejerist og ostegrossist Rasmus Hansen købte i 1920 et lille mejeri i Høng og eksperimenterede med en skimmelkultur til camembert. Virksomheden opkøbte efterhånden mejerier i bl.a. Holeby, Glumsø, Skovvang ved Ringsted, Borup og Nørre Vium ved Videbæk. Sortimentet blev udvidet med blåskimmelost og brie, og en emballagefabrik i Slagelse fremstillede de karakteristiske spånæsker til camembert.
I 1960 blev Høng A/S kongelig hofleverandør. I 1970 blev selskabet købt af Mejeriselskabet Danmark, der i 2000 indgik i Arla Foods. Produktionen foregår ikke længere i Høng, men "Høng" er et af verdens største skimmelost-mærker. De 5 varianter af Høng-oste eksporteres til over 60 lande.

### Skolerne
Høng Folkehøjskole blev opført i 1866 efter at have boet i en lejet dagligstue i Sæby 5 km nord for Høng de første to år. I 1925 blev højskolen overtaget af De Samvirkende Sjællandske Husmandsforeninger, der omdannede den til en husmandsskole. Den blev pga. svigtende elevtal suppleret med en efterskole i 1954, og fra 1963 var der udelukkende efterskole. Høng Efterskole findes stadig på Tranevej 15 og har sine morgensamlinger i højskolens gamle foredragssal.
Da Høng omkring år 1900 fik jernbane i tre retninger og dermed blev et godt sted at placere skoler, tog højskolen initiativ til en stribe andre uddannelsesinstitutioner, som stadig gør Høng til en vigtig skoleby.
Høng Privatskole blev oprettet i 1898. Den findes stadig på Hovedgaden 47 og har ca. 220 elever, fordelt på 10 klassetrin.
Høng Realskole blev startet på højskolen i 1904 og i 1913 suppleret med et studenterkursus, der fra starten var en kostskole. I 1920 fik studenterkurset egne lokaler på Hovedgaden 2 i det tidligere Høng Afholdshotel, hvis teatersal stadig fungerer som samlingssal. De nuværende undervisningslokaler er opført 1968-72. I 1969 blev der oprettet HF-kursus, og i 1981 blev det 2-årige studenterkursus til et 3-årigt gymnasium. Høng Gymnasium og HF er stadig en kostskole med ca. 230 elever, hvoraf knap 70 bor på kostafdelingen.
I 1988 blev Høng Gymnasiums Efterskole oprettet, så byen i en årrække havde to efterskoler. Men 1. januar 2007 blev gymnasiet og efterskolen adskilt, og 1. august 2008 flyttede efterskolen til det tidligere Hindholm Seminarium ved Fuglebjerg og skiftede navn til Hindholm Efterskole. Den gik konkurs i 2012 pga. for få elever.
Høng Landbrugsskole blev startet i 1903 af Rasmus Jensen, der havde været lærer på folkehøjskolen. Den fusionerede med Sydsjællands Landbrugsskole i 2001 og med Lyngby Landbrugsskole i 2005. De fusionerede skoler fik navnet Landbrugsskolen Sjælland og hørte fra 2007 under Roskilde Tekniske Skole. Landbrugsuddannelserne blev samlet på afdelingen i Høng, Finderupvej 8.
Høng Erhvervsskole på Kulbyvej 9 er en døgninstitution med et socialpædagogisk tilbud til sent udviklede unge i alderen 15-22 år. Skolen kan desuden tilbyde en 3-årig Særligt Tilrettelagt Ungdomsuddannelse (STU), bl.a. en Landbrugs-STU i samarbejde med landbrugsskolen og et lokalt ridecenter.